# Elisabeth Tamm

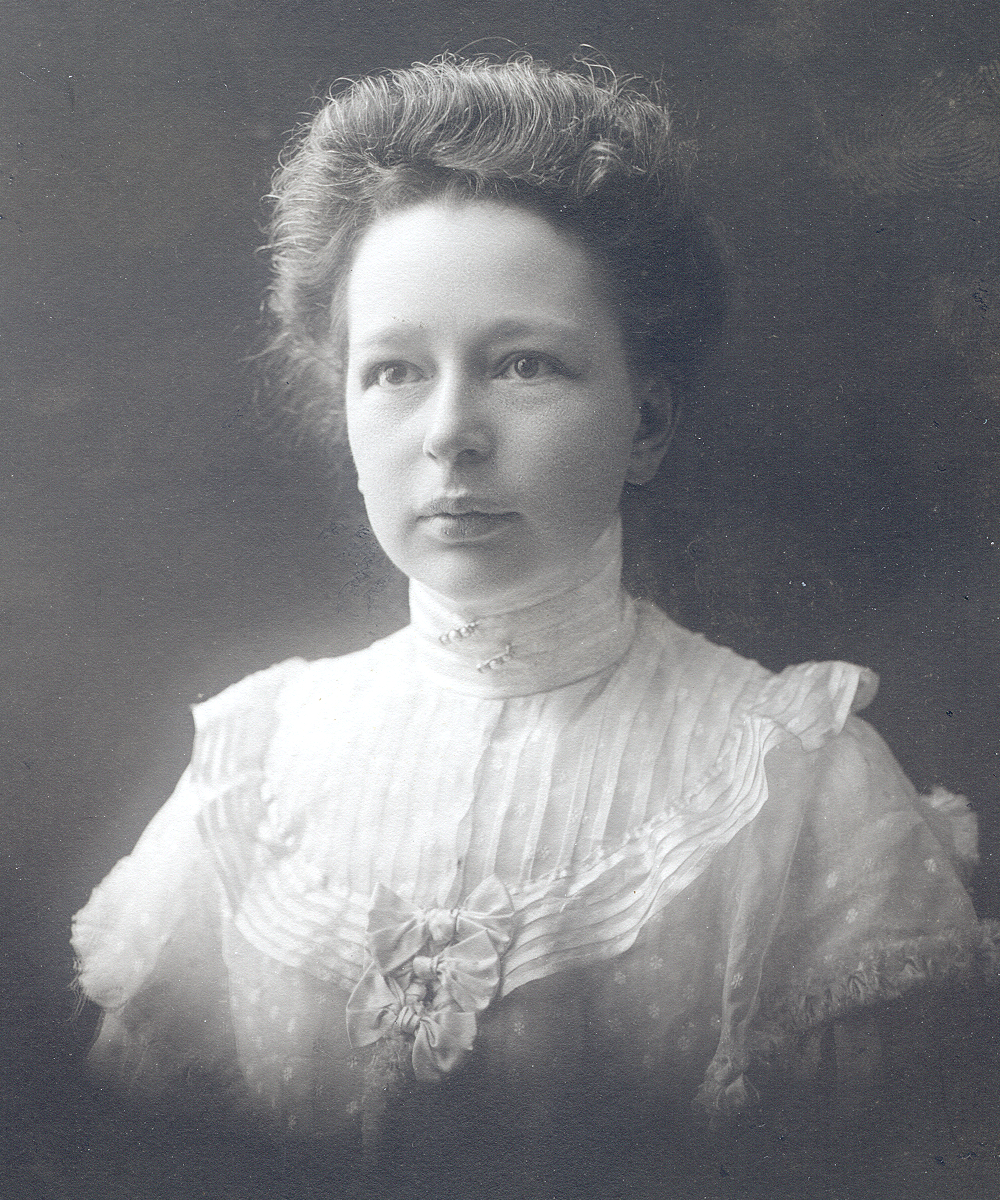
Elisabeth Tamm

Elisabeth Tamm (* 30. Juni 1880 in Schloss Fogelstad, Gemeinde Katrineholm; † 23. September 1958 ebenda) war eine schwedische liberale Politikerin und Frauenrechtlerin und eine der ersten fünf Frauen im Schwedischen Reichstag.

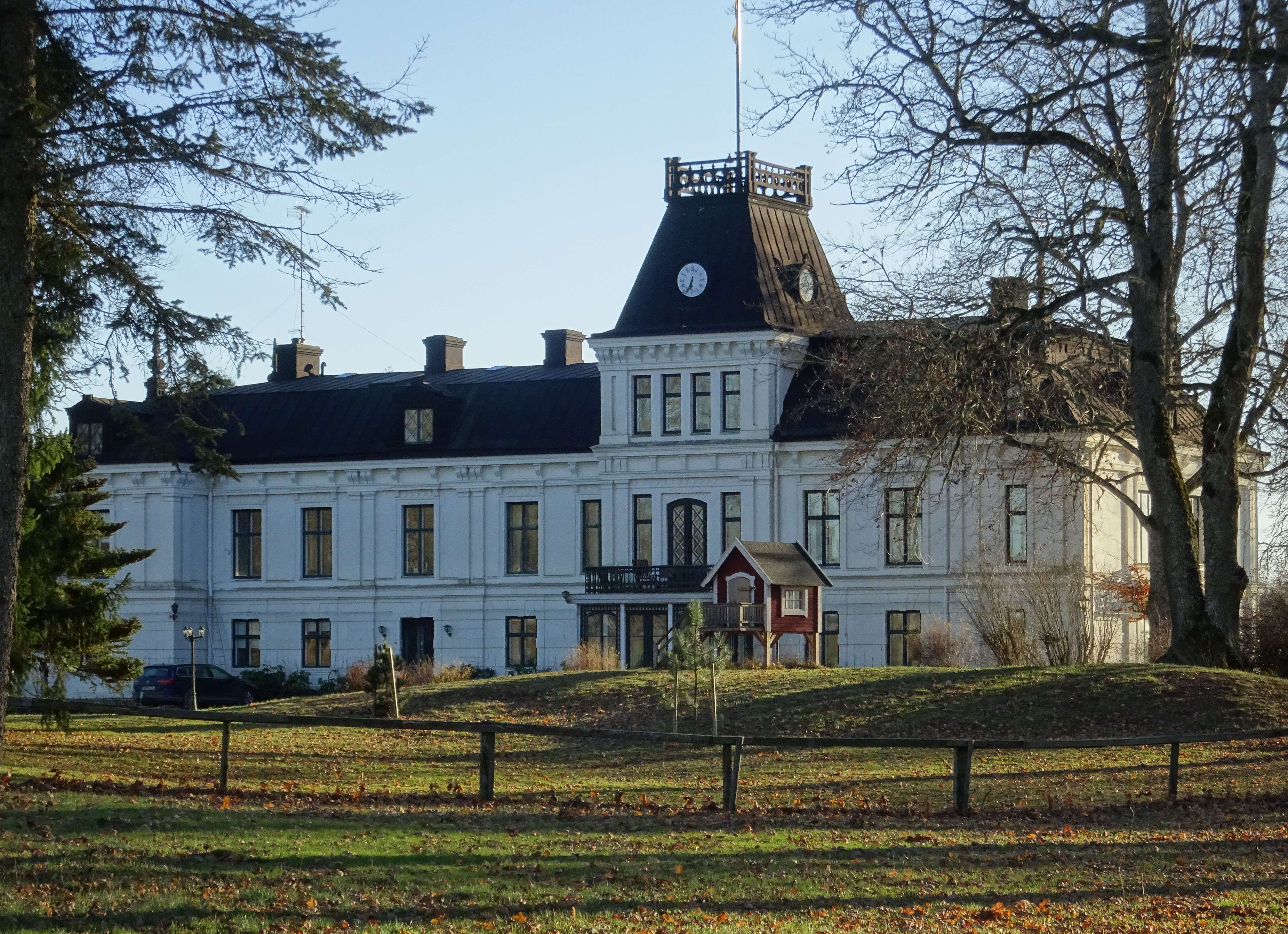
Schloss Fogelstad

## Biographie
Sie war die älteste Tochter und Erbin des Parlamentariers, Rittmeisters und Gutsbesitzers August Tamm und der Baronin Emma Åkerhielm af Margrethelund. Sie und ihre Schwester Märta wurden zu Hause von einer Gouvernante erzogen und von ihrem Vater in der Verrichtung diverser praktische Arbeiten auf dem Gut unterrichtet. Ab einem jungen Alter interessierte sich Elisabeth für Geschichte und Politik und wollte eine Hochschule besuchen. Für kurze Zeit erlaubten ihr ihre Eltern, an Seminaren und Vorlesungen an der Universität Uppsala anwesend zu sein, verboten es später jedoch wieder.
Ihr Vater starb in 1905 und Elisabeth übernahm seine Rolle als Gutsbesitzerin. Sie zeigte Interesse für die politische Karriere ihres Vaters und begann, sich mit ihren Freundinnen für die damals aufkeimende Frauenbewegung und das öffentliche Bildungswesen zu interessieren. Früh knüpfte sie Bekanntschaften mit den Feministinnen Lydia Wahlström und Kerstin Hesselgren.
Als unverheiratete, volljährige Frau und wohlhabende Grundbesitzerin erfüllte sie die Kriterien, die sie nach dem Gesetz von 1862 zur Teilnahme an den Kommunalwahlen berechtigten, und als Frauen 1909 das Kommunalwahlrecht erhielten, erlangte sie die Möglichkeit sich politisch zu engagieren.
Ab 1913 war sie Vizepräsidentin des Kommunalparlaments von Julita und wurde 1916 zur Präsidentin des Gemeinderats ernannt, womit sie die erste Frau in diesem Amt in Schweden war. Drei Jahre später wurde sie auch in den Kreistag des Landkreises Södermanland gewählt, ein Amt, das sie bis 1930 innehatte. Außerdem war sie Vorsitzende der södermanländischen Sektion des unabhängigen Frauenverbands Frisinnade kvinnors riksförbund (schwedisch Nationale Vereinigung Liberaler Frauen), später bekannt als Svenska Kvinnors Vänsterförbund (schwedisch Schwedische Linke Frauenallianz).
Im Jahr 1921 war sie neben Nelly Thüring, Agda Östlund, Bertha Wellin und Kerstin Hesselgren eine der ersten fünf Frauen, die nach Einführung des allgemeinen Frauenwahlrechts in das schwedische Parlament gewählt wurden. Tamm befasste sich vor allem mit Themen, welche die Rechte der Frauen betrafen, wie gleiche Bezahlung und Zugang zu sämtlichen legalen Berufen.
Tamm engagierte sich auch in feministischen Fragen. Sie war Mitarbeiterin der schwedischen feministischen Zeitschriften Tidevarvet (schwedisch Gezeitenwende) und Vi women und verfasste Artikel für die norwegische Frauenzeitschrift Kvinnen og Tiden (Bokmål Frau und Zeit). 1925 war Tamm die Initiatorin der Kvinnliga medborgarskolan vid Fogelstad, einer bürgerlichen Frauenschule auf dem Gut Fogelstad, deren Vorsitz sie eine Zeit lang übernahm.
Im Jahr 1936 musste sie ihre politische und gesellschaftliche Arbeit aus Gesundheitsgründen beenden. Trotzdem beschäftigte sie sich mit Umweltfragen und schrieb 1940 gemeinsam mit Elin Wägner das Buch Fred med jorden (schwedisch Frieden mit der Erde).
Sie starb am 23. September 1958 in Katrineholm.